# NGC 471
NGC 471 ist eine linsenförmige Galaxie vom Hubble-Typ S0 im Sternbild Fische auf der Ekliptik. Sie ist schätzungsweise 189 Millionen Lichtjahre von der Milchstraße entfernt und hat einen Durchmesser von etwa 55.000 Lj.

Im selben Himmelsareal befinden sich u. a. die Galaxien NGC 469 und NGC 475. 
Das Objekt wurde am 3. November 1864 von dem deutschen Astronomen Albert Marth entdeckt.